# Беджер (Ньюфаундленд і Лабрадор)
Беджер (англ. Badger) — містечко в Канаді, у провінції Ньюфаундленд і Лабрадор.

## Населення
За даними перепису 2016 року, містечко нараховувало 704 особи, показавши скорочення на 11,2%, порівняно з 2011-м роком. Середня густина населення становила 359,2 осіб/км².
З офіційних мов обидвома одночасно володіли 10 жителів, тільки англійською — 695. Усього 5 осіб вважали рідною мовою не одну з офіційних.
Працездатне населення становило 52,5% усього населення, рівень безробіття — 17,2% (25,7% серед чоловіків та 6,7% серед жінок). 100% осіб були найманими працівниками, а 3,1% — самозайнятими.
Середній дохід на особу становив $39 039 (медіана $28 736), при цьому для чоловіків — $49 603, а для жінок $28 467 (медіани — $40 064 та $19 648 відповідно).
23,8% мешканців мали закінчену шкільну освіту, не мали закінченої шкільної освіти — 32%, 44,3% мали післяшкільну освіту, з яких 9,3% мали диплом бакалавра, або вищий.
| Статево-вікова структура населення | Статево-вікова структура населення | Статево-вікова структура населення | Статево-вікова структура населення | Статево-вікова структура населення |
| ---------------------------------- | ---------------------------------- | ---------------------------------- | ---------------------------------- | ---------------------------------- |
|                                    |                                    |                                    |                                    |                                    |
| Всього                             | Всього                             | 48,6%51,4%                         |                                    |                                    |
| 0 — 14 років                       | 0 — 14 років                       |                                    | 13,5%                              | 13,5%                              |
| 15 — 64 років                      | 15 — 64 років                      |                                    | 62,4%                              | 62,4%                              |
| 65 і більше                        | 65 і більше                        |                                    | 24,1%                              | 24,1%                              |
| 85 і більше                        | 85 і більше                        |                                    | 2,1%                               | 2,1%                               |
| Середній вік (років)               | Середній вік (років)               | 47,947,5                           | 47,7                               | 47,7                               |
| Медіана (років)                    | Медіана (років)                    | 52,650,8                           | 52,0                               | 52,0                               |
| — чоловіки — жінки                 |                                    |                                    |                                    |                                    |

| Походження мешканців:     | Походження мешканців:     | Походження мешканців: | Походження мешканців: | Походження мешканців: |
| ------------------------- | ------------------------- | --------------------- | --------------------- | --------------------- |
| Походження                |                           |                       | осіб                  | %                     |
| Корінні американці        | Корінні американці        |                       | 140                   | 20.59%                |
| Інше північноамериканське | Інше північноамериканське |                       | 380                   | 55.88%                |
| Європейське               | Європейське               |                       | 210                   | 30.88%                |
| британське                | британське                |                       | 200                   | 29.41%                |
| французьке                | французьке                |                       | 20                    | 2.94%                 |

| Зайнятість населення за галузями (за класифікацією NOC): | Зайнятість населення за галузями (за класифікацією NOC): | Зайнятість населення за галузями (за класифікацією NOC): | Зайнятість населення за галузями (за класифікацією NOC): | Зайнятість населення за галузями (за класифікацією NOC): |
| -------------------------------------------------------- | -------------------------------------------------------- | -------------------------------------------------------- | -------------------------------------------------------- | -------------------------------------------------------- |
|                                                          |                                                          |                                                          |                                                          |                                                          |
| Управління                                               | Управління                                               |                                                          | 4,5%                                                     | 4,5%                                                     |
| Бізнес, фінанси та адміністрування                       | Бізнес, фінанси та адміністрування                       |                                                          | 9,1%                                                     | 9,1%                                                     |
| Природничі та прикладні науки                            | Природничі та прикладні науки                            |                                                          | 3%                                                       | 3%                                                       |
| Охорона здоров'я                                         | Охорона здоров'я                                         |                                                          | 12,1%                                                    | 12,1%                                                    |
| Освіта, правозахист, муніципальні та урядові служби      | Освіта, правозахист, муніципальні та урядові служби      |                                                          | 10,6%                                                    | 10,6%                                                    |
| Роздрібна торгівля та послуги                            | Роздрібна торгівля та послуги                            |                                                          | 21,2%                                                    | 21,2%                                                    |
| Гуртова торгівля, транспорт та обладнання                | Гуртова торгівля, транспорт та обладнання                |                                                          | 30,3%                                                    | 30,3%                                                    |
| Природні ресурси, сільське господарство                  | Природні ресурси, сільське господарство                  |                                                          | 4,5%                                                     | 4,5%                                                     |
| Виробництво                                              | Виробництво                                              |                                                          | 4,5%                                                     | 4,5%                                                     |

## Клімат
Середня річна температура становить 3,8°C, середня максимальна – 19,9°C, а середня мінімальна – -14,6°C. Середня річна кількість опадів – 1 043 мм.
| Клімат поселення                              | Клімат поселення | Клімат поселення | Клімат поселення | Клімат поселення | Клімат поселення | Клімат поселення | Клімат поселення | Клімат поселення | Клімат поселення | Клімат поселення | Клімат поселення | Клімат поселення | Клімат поселення |
| Показник                                      | Січ.             | Лют.             | Бер.             | Квіт.            | Трав.            | Черв.            | Лип.             | Серп.            | Вер.             | Жовт.            | Лист.            | Груд.            |                  |
| Середній максимум, °C                         | −2,53            | −3,57            | 1,10             | 6,90             | 12,61            | 17,60            | 19,94            | 19,76            | 14,73            | 9,30             | 4,44             | −1,33            |                  |
| Середня температура, °C                       | −8,04            | −9,1             | −4,41            | 1,39             | 7,10             | 12,07            | 16,65            | 16,46            | 11,42            | 5,99             | 1,13             | −4,63            |                  |
| Середній мінімум, °C                          | −13,57           | −14,62           | −9,94            | −4,14            | 1,59             | 6,53             | 13,34            | 13,17            | 8,12             | 2,70             | −2,17            | −7,92            |                  |
| Норма опадів, мм                              | 86               | 86               | 76               | 67               | 72               | 88               | 85               | 102              | 94               | 102              | 96               | 89               |                  |
| Середньомісячна швидкість вітру, м/с          | 5.53             | 5.20             | 5.12             | 4.66             | 4.11             | 3.80             | 3.60             | 3.60             | 3.90             | 4.30             | 4.90             | 5.34             |                  |
| Середньомісячна сонячна радіація, кДж/м²·день | 3772             | 6740             | 10876            | 14369            | 17465            | 18849            | 18594            | 15659            | 11629            | 6931             | 3903             | 2823             |                  |
| --------------------------------------------- | ---------------- | ---------------- | ---------------- | ---------------- | ---------------- | ---------------- | ---------------- | ---------------- | ---------------- | ---------------- | ---------------- | ---------------- | ---------------- |
| Джерело:                                      |                  |                  |                  |                  |                  |                  |                  |                  |                  |                  |                  |                  |                  |